# Bez-et-Esparon
Bez-et-Esparon é uma comuna francesa na região administrativa de Occitânia, no departamento de Gard. Estende-se por uma área de 8,33 km². Em 2010 a comuna tinha 341 habitantes (densidade: 40,9 hab./km²).